# Volker Reinhardt (Historiker)
Volker Reinhardt (* 21. Juni 1954 in Rendsburg) ist ein deutscher Historiker. Seit 1992 lehrt er als Professor für Allgemeine und Schweizer Geschichte der Neuzeit an der Universität Freiburg in der Schweiz. Er ist Experte für die italienische Renaissance. Intensiv hat er sich mit der Geschichte des Papsttums beschäftigt.

## Leben und Wirken
Volker Reinhardt entstammt einer bildungsbürgerlichen Familie. Sein Vater war promovierter Historiker und Oberstudienrat. Seine Mutter war Redakteurin. Reinhardt studierte Geschichte und Romanische Philologie an den Universitäten Kiel, Freiburg im Breisgau und Rom. 1975 absolvierte er in Freiburg im Breisgau das Staatsexamen in Geschichte, 1976 in Romanistik. Von 1977 bis 1984 hatte er einen Forschungsaufenthalt in Rom. 1981 wurde er bei Wolfgang Reinhard in Freiburg im Breisgau mit einer Arbeit über die Finanzen des Kardinals Scipione Borghese promoviert. 1983 heiratete er in München. Von 1985 bis 1991 war er Hochschulassistent in Freiburg im Breisgau; 1989 habilitierte er sich dort bei Wolfgang Reinhard mit der Arbeit Überleben in der frühneuzeitlichen Stadt. Annona und Getreideversorgung in Rom 1563–1797. 1991 war er Hochschuldozent ebendort. Seit 1992 lehrt Reinhardt als ordentlicher Professor für Allgemeine und Schweizer Geschichte der Neuzeit an der Universität Freiburg in der Schweiz. Er ist dort Vertrauensdozent der Friedrich-Naumann-Stiftung für die Freiheit.
Reinhardt ist ein Experte der italienischen Renaissance. Er verfasste Darstellungen der Familien Medici, Borgia und des Papstes Alexander VI. Als Anerkennung seiner Arbeit über die italienische Renaissance wurde er am 3. März 2012 in die Europäische Akademie der Wissenschaften und Künste aufgenommen. Für seine Biografie Machiavelli oder Die Kunst der Macht wurde Reinhardt 2013 von der Lübecker Golo-Mann-Gesellschaft mit dem ersten „Golo-Mann-Preis für Geschichtsschreibung“ ausgezeichnet. Er veröffentlichte 2009 eine Darstellung des Sacco di Roma 1527. Er veröffentlichte 2013 eine Darstellung zur Geschichte der Borgia von den spanischen Anfängen des Geschlechts bis zur Zeit der größten Machtentfaltung während der Papstherrschaft von Alexander VI. und dem Niedergang der Dynastie nach seinem Tode. Basierend auf jahrelanger Quellen- und Forschungsarbeit legte er 2016 eine Darstellung zu Martin Luther vor. Er veröffentlichte zahlreiche Arbeiten zum Papsttum vom 15. bis zum 17. Jahrhundert. Von ihm erschien 2017 eine Geschichte der Päpste von den Anfängen bis zur Gegenwart.
In seiner 2018 erschienenen Biographie Leonardo da Vincis entwarf er, so der Rezensent der Frankfurter Allgemeinen Zeitung, „ein völlig neues, radikales Bild“ des Künstlers: „Leonardo, der militante Atheist und Nonkonformist, der in seinen Werken subversiv gegen Kirche, Glaube und sogar die eigenen Auftraggeber vorging.“ 2024 schilderte er das Leben Giordano Brunos in einer „brillanten Biografie“ (NZZ).
Reinhardt ist Mitherausgeber der WBG-Reihe Geschichte kompakt.

## Schriften (Auswahl)
- Esprit und Leidenschaft. Kulturgeschichte Frankreichs. Beck, München 2025, ISBN 978-3-406-82918-5.
- Der nach den Sternen griff: Giordano Bruno. Ein ketzerisches Leben. Beck, München 2023, ISBN 978-3-406-81362-7 (Andreas von Bezold: Rezension, H-Soz-Kult, 2025).
- Montaigne. Philosophie in Zeiten des Krieges. Eine Biographie. Beck, München 2023, ISBN 978-3-406-79741-5.
- Voltaire. Die Abenteuer der Freiheit. Eine Biographie. Beck, München 2022, ISBN 978-3-406-78133-9.
- Die Macht der Seuche. Wie die Große Pest die Welt veränderte. Beck, München 2021, ISBN 978-3-406-76729-6.
- Die Macht der Schönheit. Kulturgeschichte Italiens. Beck, München 2019, ISBN 978-3-406-74105-0 (Volkmar Mühleis: Rezension, Deutschlandfunk Büchermarkt, Buch der Woche vom 8. Dezember 2019).
- Leonardo da Vinci. Das Auge der Welt. Beck, München 2018, ISBN 978-3-406-72473-2.
- Pontifex. Die Geschichte der Päpste. Von Petrus bis Franziskus. Beck, München 2017, 2. Aufl. 2018, 3. aktualisierte Aufl. 2023, ISBN 978-3-406-70381-2.
- Luther, der Ketzer. Rom und die Reformation. Beck, München 2016, ISBN 978-3-406-68828-7 (Michael Weise: Rezension, Wissenschaftlicher Literaturanzeiger, 2016).
- De Sade oder Die Vermessung des Bösen. Eine Biographie. Beck, München 2014, ISBN 978-3-406-66515-8 (Adrian Gmelch: Rezension, Francia-Recensio, 2015, H. 1).
- Pius II. Piccolomini. Der Papst, mit dem die Renaissance begann. Eine Biographie. Beck, München 2013, ISBN 978-3-406-65562-3.
- Machiavelli oder Die Kunst der Macht. Biographie. Beck, München 2012, ISBN 978-3-406-63017-0.
- Die Borgia. Geschichte einer unheimlichen Familie. Beck, München 2011, ISBN 978-3-406-62665-4; 3., durchges. Auflage 2013, ISBN 978-3-406-62665-4.
- Der unheimliche Papst. Alexander VI. Borgia 1431–1503. 2. Auflage. Beck, München 2011, ISBN 978-3-406-62694-4.
- Kleine Geschichte der Schweiz. Beck, München 2010, ISBN 978-3-406-60501-7.
- Der Göttliche. Leben des Michelangelo, Biographie. Beck, München 2010, ISBN 978-3-406-59784-8.
- Blutiger Karneval. Der Sacco di Roma 1527 – eine politische Katastrophe. Wissenschaftliche Buchgesellschaft, Darmstadt 2009, ISBN 978-3-534-23281-9 (2., bibliographisch aktualisierte Auflage, Herder, Freiburg im Breisgau 2024, ISBN 978-3-534-61026-6).
- Die Tyrannei der Tugend. Calvin und die Reformation in Genf. Beck, München 2009, ISBN 978-3-406-57556-3 (Thomas Kaufmann: Rezension, H-Soz-Kult, 2009).
- Francesco Vettori (1474–1539): Das Spiel der Macht (= Kleine politische Schriften. Bd. 14). Wallstein, Göttingen 2007, ISBN 978-3-8353-0198-6.
- Geschichte Roms. Von der Antike bis zur Gegenwart. Beck, München 2008, ISBN 978-3-406-57714-7.
- Geschichte der Schweiz. 5., aktualisierte Auflage. Beck, München 2014, ISBN 978-3-406-53601-4.
- mit Arne Karsten: Kardinäle, Künstler, Kurtisanen. Wahre Geschichten aus dem päpstlichen Rom. Wissenschaftliche Buchgesellschaft, Darmstadt 2004, ISBN 3-534-17677-4.
- Die Medici. Florenz im Zeitalter der Renaissance. Beck, München 2004, ISBN 3-406-44028-2; 5., durchges. Auflage 2013, ISBN 978-3-406-44028-1.
- Geschichte Italiens. Von der Spätantike bis zur Gegenwart. Beck, München 2003, ISBN 3-406-50284-9.
- Die Renaissance in Italien. Geschichte und Kultur. Beck, München 2002, ISBN 3-406-47991-X.
- Überleben in der frühneuzeitlichen Stadt. Annona und Getreideversorgung in Rom 1563–1797 (= Bibliothek des Deutschen Historischen Instituts in Rom. Bd. 72). Niemeyer, Tübingen 1991, ISBN 3-484-82072-1 (teilweise zugleich Habilitationsschrift, Universität Freiburg im Breisgau).
- Kardinal Scipione Borghese (1605–1633). Vermögen, Finanzen und sozialer Aufstieg eines Papstnepoten. Niemeyer, Tübingen 1984, ISBN 3-484-82058-6 (Teilweise zugleich Dissertation, Universität Freiburg im Breisgau 1981 unter dem Titel: Die Finanzen des Kardinals Scipione Borghese (1605–1633)).